# NGC 7485
NGC 7485 (również PGC 70470 lub UGC 12360) – galaktyka soczewkowata (S0), znajdująca się w gwiazdozbiorze Pegaza. Odkrył ją John Herschel 19 sierpnia 1828 roku.
W galaktyce tej zaobserwowano supernową SN 2011gu.